# Stichomythie
Stichomythie (Grieks: στιχομυθία / stichomythia, van στίχος = versregel en μυθέομαι = mededelen, verhalen) is, in de Griekse (en Latijnse) literatuur, een reeds in de Oudheid gebruikte technische term voor een vorm van dialoog in de tragedie, saterspel en komedie waarbij gesprekspartners gedurende langere of kortere tijd beurtelings slechts met één versregel elkaar van repliek dienen.
De stichomythie was een van de meest populaire en opvallende structuur-onderdelen van de dramatische literatuur in de Oudheid. Ze werd in eerste instantie aangewend om de dramatische situatie te verlevendigen en te intensifiëren, en kwam dan ook het meest voor bij heftige woordenwisselingen, maar ook bij overleg, pogingen tot overreding, herkenningsscènes en dergelijke.
Tot de stichomythie moet men in ruimere zin ook rekenen:
- de distichomythie, waarbij elke gesprekspartner zich telkens tot twee versregels (= een distichon) beperkt;
- de vooral in de komedie graag toegepaste antilabe, waarbij de gesprekspartners een flitsende woordenwisseling voeren met delen van verzen.

Van Aeschylus' Perzen (472) tot Euripides' Bacchanten (406) kan men een toenemend aandeel van de stichomythieën vaststellen, zowel inzake betekenis als in vormenrijkdom. Ook de Romeinse tragicus Seneca maakt er nog vaak gebruik van in zijn toneelwerken. In de komedie, waar we de evolutie kunnen volgen van Aristophanes' Acharniërs, via Menander, tot Plautus en Terentius, zijn de vormen van de stichomythie steeds losser en vrijer geweest dan in de tragedie.